# Sport Club Corinthians Paulista (pallacanestro)
Lo Sport Club Corinthians Paulista Basquete è la squadra di pallacanestro della società polisportiva omonima con sede a San Paolo, Brasile. La sezione della pallacanestro è stata fondata nel 1928 ed ora milita nel massimo campionato brasiliano.

## Storia
La sezione della pallacanestro del Corinthians venne fondata nel 1928. La squadra vinse per quattro volte il campionato brasiliano, nel 1965, 1966, 1969 e per l'ultima volta nel 1996. Il Corinthians vinse anche per tre volte il campionato sudamericano nel 1965, 1966 e 1969. Inoltre il club vinse anche l'edizione di prova e quindi non ufficiale della Coppa Intercontinentale nel 1965.

## Roster
Aggiornato al 10 aprile 2020.
| Botafogo Basquete | Botafogo Basquete |
| Giocatori         | Staff tecnico     |
| ----------------- | ----------------- |

| N. | Naz.                                     | Ruolo | Nome                    | Anno | Alt.   | Peso   |  |
| -- | ---------------------------------------- | ----- | ----------------------- | ---- | ------ | ------ |  |
| 0  | Brasile (bandiera)                       | AP    | Douglas Santos          | 1988 | 202 cm | 94 kg  |  |
| 1  | Brasile (bandiera) · Austria (bandiera)  | P     | Ricardo Fischer         | 1991 | 183 cm | 83 kg  |  |
| 2  | Stati Uniti (bandiera) · Perù (bandiera) | P     | Kyle Fuller             | 1992 | 189 cm | 86 kg  |  |
| 3  | Brasile (bandiera)                       | G     | Nicolas de Almeida      | 1998 | 192 cm | 89 kg  |  |
| 7  | Brasile (bandiera)                       | AP    | Gui Bento               | 1997 | 195 cm | 91 kg  |  |
| 8  | Brasile (bandiera)                       | AP    | Anderson Pinheiro       | 2001 | 190 cm | 82 kg  |  |
| 10 | Brasile (bandiera)                       | P     | Gustavinho Lima         | 1985 | 178 cm | 80 kg  |  |
| 11 | Brasile (bandiera)                       | AC    | Guilherme Teichmann (C) | 1983 | 203 cm | 97 kg  |  |
| 15 | Uruguay (bandiera)                       | AP    | Mauricio Aguiar         | 1993 | 196 cm | 100 kg |  |
| 19 | Brasile (bandiera)                       | AP    | Humberto Silva          | 1988 | 195 cm | 100 kg |  |
| 25 | Stati Uniti (bandiera)                   | AP    | Tracy Robinson          | 1986 | 201 cm | 86 kg  |  |
| 33 | Brasile (bandiera)                       | C     | Abner Moreira           | 1989 | 203 cm | 109 kg |  |

| Allenatore |
| - Bruno Savignani                                                                                             |
| Assistente/i                                                                                                  |
| - Rodrigo Carlos da Silva - Vitor Galvani Cardoso Legenda - (C) Capitano - (IN) Inattivo - Infortunato Roster |

## Arena
Il Corinthians gioca le sue gare casalinghe al Ginásio Poliesportivo Wlamir Marques, una arena polisportiva con 7.000 posti a sedere, la quale prende il nome dall'ex stella del club Wlamir Marques.

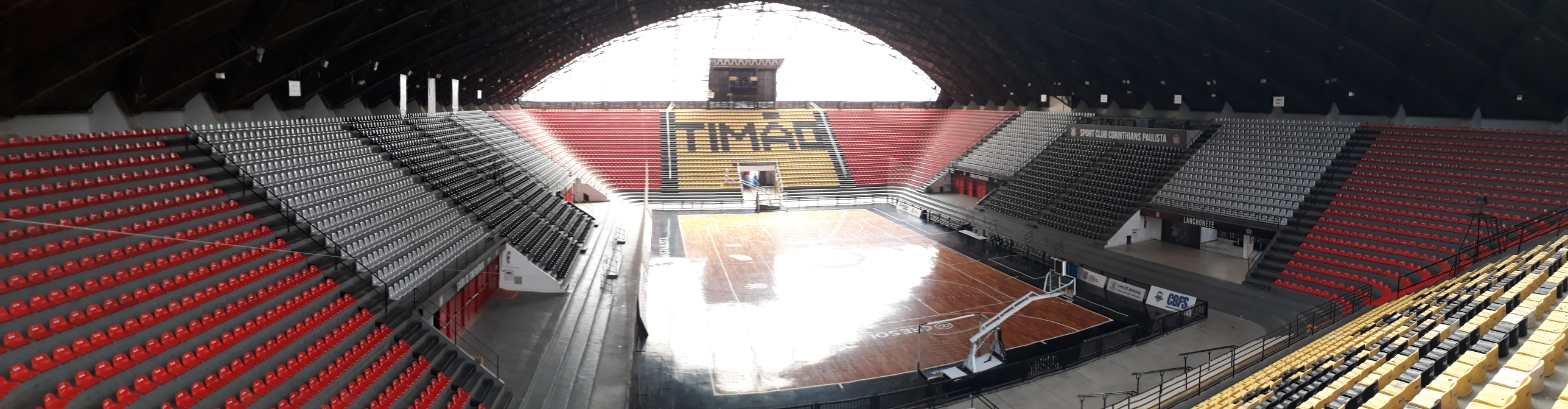
Panorama del Ginásio Wlamir Marques.
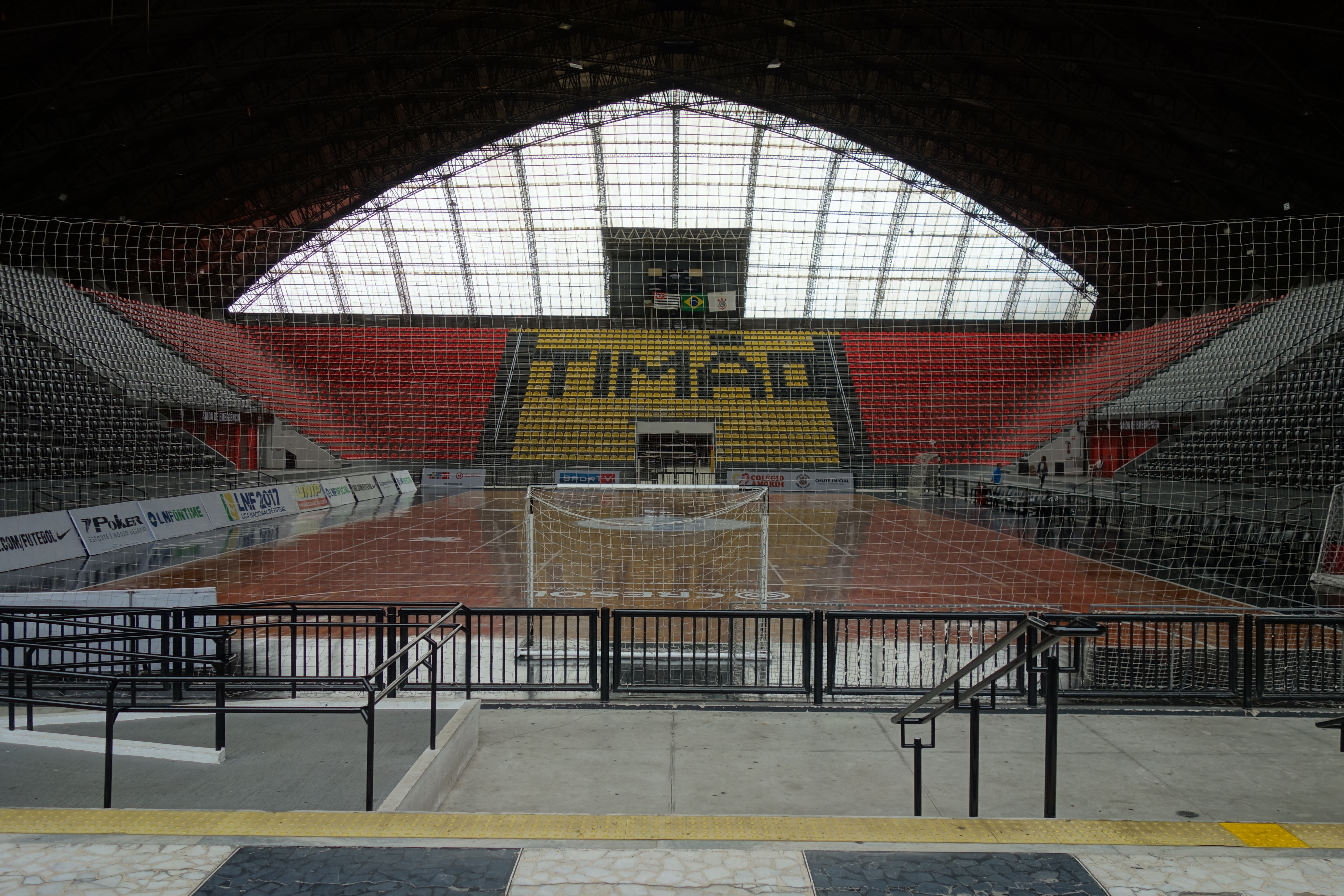
Interno del Ginásio Wlamir Marques.

## Palmarès

### Competizioni nazionali
- Campionato brasiliano: 4

1965, 1966, 1969, 1996
- Liga Ouro: 1

2018

### Competizioni internazionali
- Coppa Intercontinentale: 1

1965 (edizione non ufficiale)
- Campeonato Sudamericano de Clubes Campeones de Básquetbol: 3

1965, 1966, 1969

## Cestisti

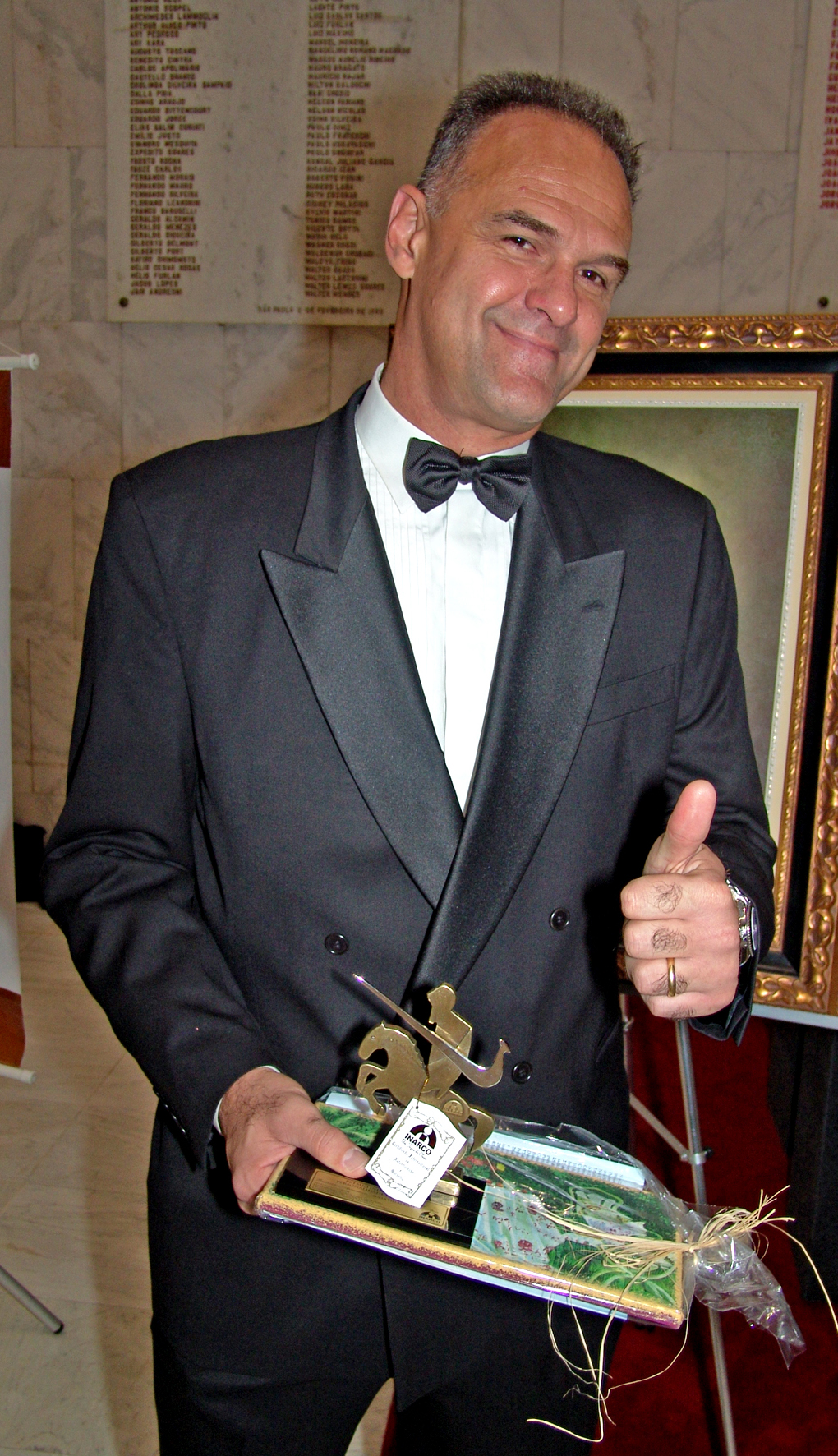
Oscar Schmidt è stato un giocatore del Corinthians negli anni 90

### Giocatori celebri
- Eduardo Agra
- Israel Andrade
- José Aparecido
- Emil Assad Rached
- Edson Bispo
- Fúlvio de Assis
- Josuel dos Santos
- Rosa Branca

- Wagner da Silva
- Zé Geraldo
- Guilherme Giovannoni
- Marquinhos Leite
- Bira Maciel
- Wlamir Marques
- Fernando Minucci
- Victor Mirshawka

- Adilson Nascimento
- Amaury Pasos
- Hélio Rubens
- Oscar Schmidt
- Humberto Silva
- Edvar Simões
- Marcel Souza
- Gerson Victalino

- Marcelo Vido
- Marquinhos Vieira
- Paulinho Villas Boas
- Mario Butler
- James Carter
- Luciano Parodi
- Kyle Fuller
- Rocky Smith

## Allenatori

### Allenatori celebri
- Moacyr Daiuto
- Wlamir Marques
- Cláudio Mortari
- Flor Meléndez
- Bruno Savignani